# 상이집트

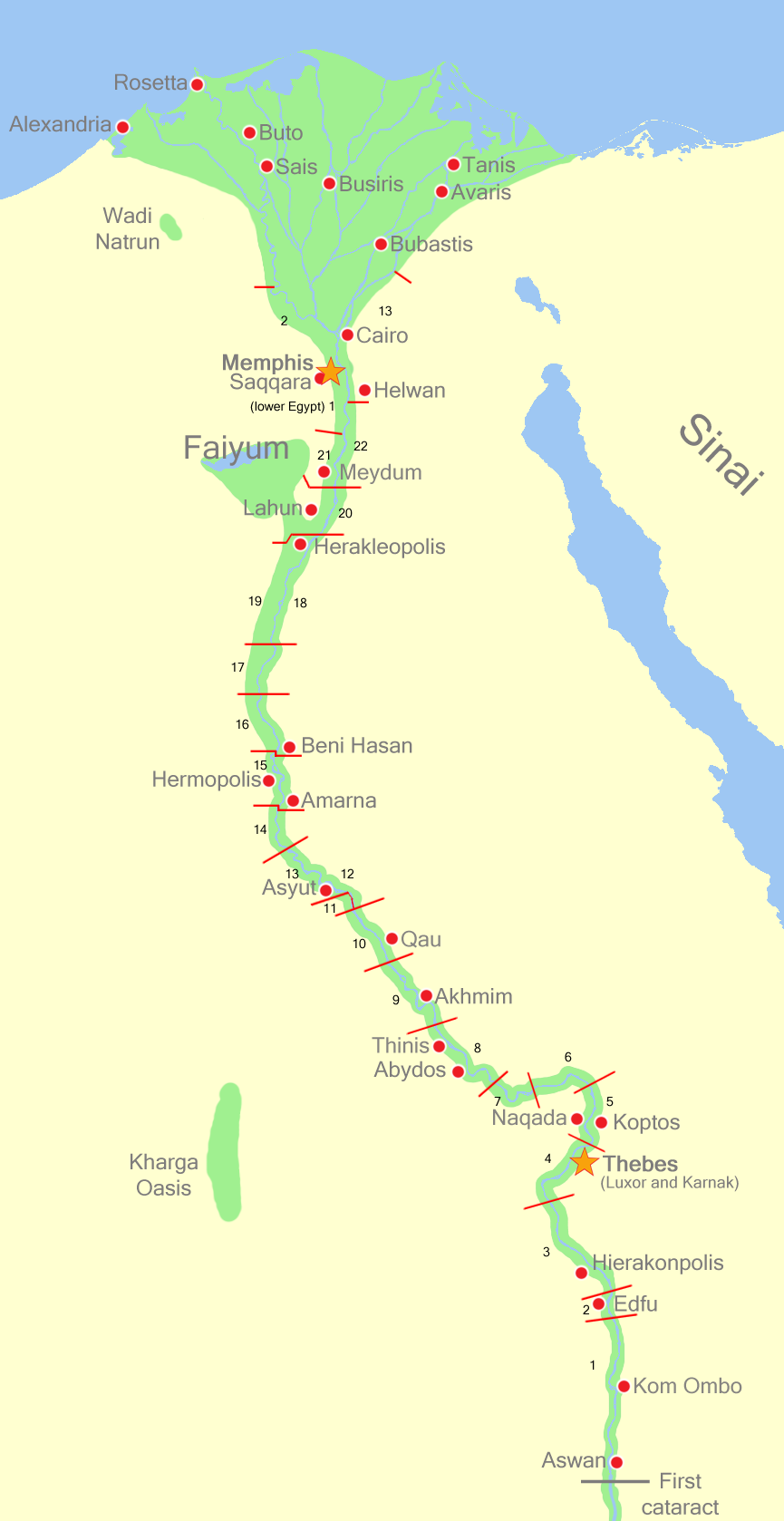
상 이집트 지도

상 이집트(上 Egytpt, 아랍어: صعيد مصر Ṣaʿīd Miṣr, 줄여서 الصعيد, arz, 현지 발음: [es.sˤɑ.ˈʕiːd])는 이집트의 남부 지역으로, 나일강 삼각주 남쪽의 나일강 계곡과 북위 30도선으로 구성된다. 따라서 베니수에프에서 시작하여 아스완 댐으로 형성된 나세르 호수까지 뻗어 있다.

## 이름
고대 이집트에서 상 이집트는 tꜣ šmꜣw로 알려져 있었으며, 문자적으로 "갈대밭의 땅" 또는 "골풀의 땅"을 의미하며, 그곳에 자라는 골풀의 이름을 따서 명명되었다.
성서 히브리어에서는 פַּתְרוֹס‎ Paṯrôs로, 아카드어에서는 Patúrisi로 알려져 있었다. 두 이름 모두 이집트어 pꜣ-tꜣ-rsj에서 유래했으며, "남쪽 땅"을 의미한다.
아랍어로는 이 지역을 '올라가다', '오르다', '솟아오르다'를 뜻하는 صعد라는 어근에서 파생된 "고지대"를 의미하는 صعيد에서 유래하여 사으이드(Sa'id) 또는 사히드(Sahid)라고 부른다. 상 이집트 주민들은 사으이디라고 알려져 있으며, 일반적으로 사으이디 이집트 아랍어를 사용한다.

## 지리
상 이집트는 현대의 아스완 너머 나일강의 폭포에서부터 하류(북쪽)로 엘아야이트 지역까지 뻗어 있으며, 이는 현대의 카이로가 하이집트에 위치함을 의미한다. 상 이집트의 북쪽(하류) 부분인 소하그와 엘아야이트 사이는 중이집트로도 알려져 있다.

## 역사
상 이집트는 나카다 III기 (기원전 약 3200–3000년) 동안 경쟁 도시 국가들을 흡수한 티니스 연합의 통치자들에 의해 통합된 것으로 여겨지며, 이후 하이집트와의 통합은 초기 왕조 시대를 열었다. 상 이집트와 하이집트는 파라오 주권의 상징인 프스켄트 이중관 등에서 서로 얽히게 되었다. 상 이집트는 고전 시대 이후에도 역사적인 지역으로 남아 있었다.

### 이집트의 선사 시대
선사 시대 상 이집트의 주요 도시는 네켄이었다. 수호신은 독수리로 묘사되는 여신 네크베트였다.
기원전 약 3600년경, 나일강을 따라 살던 신석기 시대 이집트 사회는 농작물 재배와 가축 사육을 기반으로 문화를 발전시켰다. 얼마 지나지 않아 이집트는 성장하고 복잡해지기 시작했다. 레반트 도기와 관련된 새롭고 독특한 도기가 등장했으며, 구리 도구와 장신구가 흔해졌다. 메소포타미아의 건축 기술이 인기를 얻어, 햇볕에 말린 어도비 벽돌을 아치와 장식적인 오목한 벽에 사용했다.
상 이집트에서는 선왕조 시대의 바다리 문화에 이어 나카다 문화 (아므라트 문화)가 나타났는데, 이는 하부 누비아와 밀접한 관련이 있었다. 다른 북동아프리카 인구 집단, 마그레브 해안 공동체, 일부 열대 아프리카 집단, 그리고 아마도 중동 주민들과도 관련이 있었다.
생물고고학자 낸시 러벨에 따르면, 고대 이집트 골격의 형태학은 다음과 같은 강력한 증거를 제시한다: "일반적으로 상 이집트와 누비아 주민들은 사하라 사막 및 더 남쪽 지역의 사람들과 가장 큰 생물학적 친연성을 가졌지만", 아프리카 맥락에서 지역적 변이를 보였다. 생물인류학자 S. O. Y. 케이타 또한 고대 이집트 인구의 생물학적 친연성에 대한 연구들을 검토하고 선왕조 시대 남부 이집트인들의 골격 형태를 "사하라 열대 아프리카 변형"으로 특징지었다. 케이타는 또한 이집트 사회가 사회적으로 더 복잡해지고 생물학적으로 다양해졌음에도 불구하고 "나일강-사하라-수단 기원의 민족성은 변하지 않았다. 문화적 관습, 의식 공식, 그리고 글쓰기에 사용된 상징들은 확인된 바로는 남부 기원에 충실하게 남아 있었다"는 점을 강조하는 것이 중요하다고 덧붙였다.
초기 왕조 시대의 왕들은 나카다 지역에서 나타났다. 히에라콘폴리스(상 이집트) 발굴에서는 이집트 남쪽에서 사용된 것과 유사한 의례용 가면의 고고학적 증거와 에티오피아 채석장과 연결된 흑요석이 발견되었다. 프랭크 유르코는 왕실 왕관, 호루스 매, 승리 장면과 같은 파라오 상징들이 상 이집트 나카다 문화와 A 집단 하부 누비아에 집중되어 있다고 진술했다. 그는 또한 "이집트 문자는 나카다 상 이집트와 A 집단 하부 누비아에서 발생했으며, 직접적인 서아시아 접촉이 이루어진 삼각주 문화에서는 발생하지 않았으므로, 메소포타미아 영향론을 더욱 약화시킨다"고 설명했다.
마찬가지로, 역사가이자 언어학자인 크리스토퍼 에레트는 기원전 4천년기에 상 이집트에서 나타난 신성한 족장 제도와 왕권이라는 문화적 관행이 이집트 남쪽의 누비아와 중부 나일강 지역에서 수세기 전에 기원했다고 주장했다. 그는 이러한 판단을 뒷받침하는 고고학적 및 비교 민족지적 증거에 기반을 두었다.
이러한 문화적 발전은 나일강 상류의 도시들, 즉 상 이집트의 정치적 통합과 병행하여 일어났으며, 나일강 삼각주, 즉 하이집트 사회에서도 동일한 현상이 발생했다. 이는 두 새로운 왕국 간의 전쟁으로 이어졌다. 상 이집트에서 통치하던 나르메르 왕은 삼각주의 적들을 물리치고 상 이집트와 하이집트 두 땅의 단독 통치자가 되었다. 이 주권은 이집트 왕조 시대 내내 지속되었다.

### 왕조 시대 이집트
왕실 상징에서 상 이집트는 키 큰 흰색 왕관 하제트, 피어나는 연꽃, 그리고 골풀로 표현되었다. 수호신인 네크베트는 독수리로 묘사되었다. 통합 후, 상 이집트와 하이집트의 수호신들은 모든 고대 이집트인들을 보호하기 위해 두 여신으로 함께 표현되었으며, 두 왕관은 단일 파라오의 왕관으로 합쳐졌다.
11왕조, 12왕조, 17왕조, 18왕조, 25왕조를 포함한 남부 또는 상 이집트 기원의 여러 왕조는 분열기 이후 파라오 이집트를 재통합하고 활력을 불어넣었다.
이집트의 고대 역사 대부분 동안 테베는 상 이집트의 행정 중심지였다. 아시리아에 의해 황폐화된 후, 이집트의 중요성은 감소했다. 프톨레마이오스 왕조 시대에는 프톨레마이아스 헤르미우가 상 이집트의 수도 역할을 대신했다.
쇼마르카 케이타는 2005년 미라 유해에 대한 연구에서 "일부 테베 귀족들은 현저하게 어두운 피부를 나타내는 조직학적 특징을 가지고 있었다"고 보고했다.

### 중세 이집트
11세기에 힐랄리안으로 알려진 대규모 목축민들이 상 이집트를 떠나 서쪽으로 리비아와 멀리 튀니스까지 이동했다. 중세 온난기의 시작과 관련된 상 이집트의 악화된 방목 조건이 이주의 근본 원인으로 여겨진다.

### 20세기 이집트
20세기 이집트에서는 이집트 왕국의 왕위 계승자가 사으이드의 왕자(상 이집트의 왕자를 의미)라는 칭호를 사용했다.
1952년 이집트 혁명으로 이집트 왕국이 폐지되었음에도 불구하고, 이 칭호는 무함마드 알리, 사으이드의 왕자에 의해 계속 사용되고 있다.

## 선사 시대 상 이집트 통치자 목록
다음 목록은 완전하지 않을 수 있다(불확실한 존재의 인물이 더 많다):
| 이름       | 이미지 | 비고                                                                     | 연대                |
| ---------- | ------ | ------------------------------------------------------------------------ | ------------------- |
| 코끼리     |        |                                                                          | 기원전 제4천년기 말 |
| 황소       |        |                                                                          | 기원전 제4천년기    |
| 전갈왕     |        | 움 엘-카브에서 전갈 휘장을 가진 가장 오래된 무덤이 발견됨                | c. 기원전 3200년?   |
| 이리-호르  |        | 카의 직전 통치자일 가능성 있음.                                          | c. 기원전 3150년?   |
| 카         |        | 카가 아닌 세켄으로 읽을 수도 있음. 나르메르의 직전 통치자일 가능성 있음. | c. 기원전 3100년    |
| 전갈왕 2세 |        | 세르케트로 읽힐 수 있음; 나르메르와 동일 인물일 가능성 있음.             | c. 기원전 3150년    |
| 나르메르   |        | 상 이집트와 하이집트를 통합한 왕.                                        | c. 기원전 3150년    |

## 노모스 목록
| 번호 | 고대 이름     | 수도                                               | 현대 수도            | 번역               | 신              |
| ---- | ------------- | -------------------------------------------------- | -------------------- | ------------------ | --------------- |
| 1    | 타-켄티트     | 아부 / 예부 (엘레판티네섬)                         | 아스완               | 변경/활의 땅       | 크눔            |
| 2    | 웨트제스-호르 | 제바 (아폴로노폴리스 마그나)                       | 에드푸               | 호루스의 왕좌      | 호루스-베흐데티 |
| 3    | 네켄          | 네켄 (히에라콘폴리스)                              | 알-카브              | 신전               | 네크베트        |
| 4    | 와세트        | 니우트-르스트 / 와세트 (테베)                      | 카르나크 신전        | 홀                 | 아문-라         |
| 5    | 하라위        | 겝투 (콥토스)                                      | 키프트               | 두 매              | 민              |
| 6    | 아아-타       | 이우네트 / 탄테레 (텐티라)                         | 덴데라               | 악어               | 하토르          |
| 7    | 세셰시        | 세셰시 (디오스폴리스 파르바)                       | 후                   | 시스트룸           | 하토르          |
| 8    | 타-웨르       | 티예누 / 아비주 (티니스 / 아비도스)                | 알-비르바            | 위대한 땅          | 오누리스        |
| 9    | 민            | 아푸 / 켄-민 (파노폴리스)                          | 아크밈               | 민                 | 민              |
| 10   | 와제트        | 제우-카 / 티제부 (안타이오폴리스)                  | 카우 알-케비르       | 코브라             | 하토르          |
| 11   | 세트          | 샤쇼테프 (힙셀리스)                                | 슈트브               | 세트 동물          | 크눔            |
| 12   | 투-프         | 페르-넴티 (히에라콘)                               | 아트-아타울라        | 독사 산            | 호루스          |
| 13   | 아테프-켄트   | 자우티 (리코폴리스)                                | 아시우트             | 상 시카모어와 독사 | 아푸아트        |
| 14   | 아테프-페후   | 케시 (쿠사에)                                      | 알-쿠시야            | 하 시카모어와 독사 | 하토르          |
| 15   | 웨네트        | 케메누 (헤르모폴리스)                              | 헤르모폴리스         | 토끼               | 토트            |
| 16   | 마-헤지       | 헤르웨르?                                          | 후르?                | 오릭스             | 호루스          |
| 17   | 안푸          | 사카 (시노폴리스)                                  | 알-카이스            | 아누비스           | 아누비스        |
| 18   | 세프          | 테우조이 / 후트네수트 (알라바스트론폴리스)         | 엘-히바              | 세트               | 아누비스        |
| 19   | 우아브        | 페르-메제드 (옥시링쿠스)                           | 엘-바흐나사          | 두 홀              | 세트            |
| 20   | 아테프-켄트   | 헤넨-네수트 (헤라클레오폴리스 마그나)              | 이흐나시야 알-마디나 | 남부 시카모어      | 헤리샤프        |
| 21   | 아테프-페후   | 셰나켄 / 세메누호르 (크로코딜로폴리스, 아르시노에) | 파이윰               | 북부 시카모어      | 크눔            |
| 22   | 마텐          | 테피후 (아프로디토폴리스)                          | 아트피흐             | 칼                 | 하토르          |

## 주 및 대도시
현재 상 이집트는 다음 7개의 주로 구성된다:
- 베니수에프
- 미니아
- 아시우트
- 소하그
- 케나
- 룩소르
- 아스완

상 이집트에 위치한 대도시:
- 베니수에프
- 엘 파신
- 베니 마자르
- 미니아
- 말라위
- 다이루트
- 아시우트
- 타흐타
- 소하그
- 기르가
- 나그함마디
- 케나
- 룩소르
- 에드푸
- 아스완

## 같이 보기
- 사으이디족
- 누비아인
- 베자족
- 상하 이집트
- 이집트의 지리

## 내용주
1. ↑  The title was first used by Prince Farouk, the son and heir of King Fouad I. Prince Farouk was officially named Prince of the Sa'id on 12 December 1933.[35]

### 인용
1. ↑  〈Upper Egypt〉. 《Encyclopædia Britannica》. 2023년 1월 5일에 확인함.
2. ↑  Ermann & Grapow 1982, Wb 5, 227.4-14.
3. ↑  Ermann & Grapow (1982), Wb 4, 477.9-11
4. ↑  Leichty, Erle (2011). 《The Royal Inscriptions of Esarhaddon, King of Assyria (680-669 BC)》 (PDF). Eisenbrauns. 135쪽. doi:10.1515/9781575066462. JSTOR 10.5325/j.ctv1bxh5jz: pa-tú-ri-si.
5. ↑  אחיטוב, שמואל (2003). 《ירמיהו במצרים》 [Jeremiah in Egypt]. 《Eretz-Israel: Archaeological, Historical and Geographical Studies》 27. 36쪽.
6. ↑  See list of nomes. Maten (Knife land) is the northernmost nome in Upper Egypt on the right bank, while Atef-Pehu (Northern Sycamore land) is the northernmost on the left bank. Brugsch, Heinrich Karl (2015). 《A History of Egypt under the Pharaohs》 1. Cambridge, England: Cambridge University Press. 487쪽., originally published in 1876 in German.
7. ↑  Brink, Edwin C. M. van den (1992). "The Nile Delta in Transition: 4th.-3rd. Millennium B.C." Proceedings of the Seminar Held in Cairo, 21.-24. October 1990, at the Netherlands Institute of Archaeology and Arabic Studies. E.C.M. van den Brink. ISBN 978-965-221-015-9.
8. ↑  Griffith, Francis Llewellyn, A Collection of Hieroglyphs: A Contribution to the History of Egyptian Writing, the Egypt Exploration Fund 1898, p. 56
9. ↑  Bard & Shubert (1999), 371쪽
10. ↑  David (1975), 149쪽
11. ↑  Roebuck (1966), 51쪽
12. 1 2 3 4 5  Roebuck (1966), 52–53쪽
13. ↑  Brace, 1993. Clines and clusters
14. ↑  Zakrzewski, Sonia R. (April 2007). 《Population continuity or population change: Formation of the ancient Egyptian state》. 《American Journal of Physical Anthropology》 (영어) 132. 501–509쪽. doi:10.1002/ajpa.20569. PMID 17295300. When Mahalanobis D2 was used, the Naqadan and Badarian Predynastic samples exhibited more similarity to Nubian, Tigrean, and some more southern series than to some mid- to late Dynasticseries from northern Egypt (Mukherjee et al., 1955). The Badarian have been found to be very similar to a Kerma sample (Kushite Sudanese), using both the Penrose statistic (Nutter, 1958) and DFA of males alone (Keita,1990). Furthermore, Keita considered that Badarian males had a southern modal phenotype, and that together with a Naqada sample, they formed a southern Egyptian cluster as tropical variants together with a sample from Kerma
15. ↑  Tracy L. Prowse, Nancy C. Lovell. "Concordance of cranial and dental morphological traits and evidence for endogamy in ancient Egypt", American Journal of Physical Anthropology, Vol. 101, Issue 2, October 1996, pp. 237-246
16. ↑  Godde, Kane. “A biological perspective of the relationship between Egypt, Nubia, and the Near East during the Predynastic period (2020)”. 2022년 3월 16일에 확인함.
17. ↑  Mokhtar, Gamal, 편집. (1981). 《Ancient Civilizations of Africa》 (영어). UNESCO International Scientific Committee for the Drafting of a General History of Africa; Heinemann Educational Books; University of California Press. 20–21, 148쪽. ISBN 978-0-520-03913-1. The difference in behaviour between two populations of similar ethnic composition throws significant light on an apparently abnormal fact: one of them adopted and perhaps even invented, a system of writing, while the other, which was aware of that writing, disdained it
18. ↑  Ehret, Christopher (2023년 6월 20일). 《Ancient Africa: A Global History, to 300 CE》 (영어). Princeton: Princeton University Press. 84–85쪽. ISBN 978-0-691-24409-9.
19. ↑  Keita, S. O. Y. (September 1990). 《Studies of ancient crania from northern Africa》. 《American Journal of Physical Anthropology》 (영어) 83. 35–48쪽. doi:10.1002/ajpa.1330830105. ISSN 0002-9483. PMID 2221029.
20. ↑  Strohaul, Eugene. 《Anthropology of the Egyptian Nubian Men - Strouhal - 2007 - ANTHROPOLOGIE》 (PDF). 《Puvodni.MZM.cz》. 115쪽.
21. ↑  Keita, S. O. Y. (November 2005). 《Early Nile Valley Farmers From El-Badari: Aboriginals or 'European' AgroNostratic Immigrants? Craniometric Affinities Considered with Other Data》. 《Journal of Black Studies》 (영어) 36. 191–208쪽. doi:10.1177/0021934704265912. ISSN 0021-9347. S2CID 144482802.
22. ↑  Keita, Shomarka. “Analysis of Naqada Predynastic Crania: a brief report (1996)” (PDF). 2022년 12월 5일에 원본 문서 (PDF)에서 보존된 문서. 2022년 2월 22일에 확인함.
23. ↑  Lovell, Nancy C. (1999). 〈Egyptians, physical anthropology of〉.   Bard, Kathryn A.; Shubert, Steven Blake. 《Encyclopedia of the Archaeology of Ancient Egypt》. London: Routledge. 328–331쪽. ISBN 0415185890. There is now a sufficient body of evidence from modern studies of skeletal remains to indicate that the ancient Egyptians, especially southern Egyptians, exhibited physical characteristics that are within the range of variation for ancient and modern indigenous peoples of the Sahara and tropical Africa. The distribution of population characteristics seems to follow a clinal pattern from south to north, which may be explained by natural selection as well as gene flow between neighboring populations. In general, the inhabitants of Upper Egypt and Nubia had the greatest biological affinity to people of the Sahara and more southerly areas
24. ↑  Keita, S. O. Y. (1993). 《Studies and Comments on Ancient Egyptian Biological Relationships》. 《History in Africa》 20. 129–154쪽. doi:10.2307/3171969. ISSN 0361-5413. JSTOR 3171969. S2CID 162330365.
25. ↑  《The Cambridge history of Africa》. Cambridge: Cambridge University Press. 1975–1986. 500–509쪽. ISBN 9780521222150.
26. ↑  Davies, W. V. (1998). 《Egypt uncovered》. New York: Stewart, Tabori & Chang. 5–87쪽. ISBN 1556708181.
27. ↑  Yurco, Frank J. (1996). 〈The Origin and Development of Ancient Nile Valley Writing〉.   Theodore Celenko. 《Egypt in Africa》. Indianapolis: Indianapolis Museum of Art. 34–35쪽. ISBN 0-936260-64-5.
28. ↑  Ehret, Christopher (2023년 6월 20일). 《Ancient Africa: A Global History, 300 CE》 (영어). Princeton University Press. 141쪽. ISBN 978-0-691-24410-5.
29. ↑  Roebuck (1966), 53쪽
30. ↑  "It is important to note that historically not only was Upper Egypt the source of the core identifiable Egyptian culture, but that it was primarily southerners of the Eleventh/Twelfth, Seventeenth/Eighteenth, and Twenty-fifth Dynasties who politically reunited Egypt and reinvigorated its culture"Keita, S. O. Y. (September 2022). “Ideas about "Race" in Nile Valley Histories: A Consideration of "Racial" Paradigms in Recent Presentations on Nile Valley Africa, from "Black Pharaohs" to Mummy Genomest”. 《Journal of Ancient Egyptian Interconnections》.
31. ↑  Chauveau (2000), 68쪽
32. ↑  Keita Shomarka. (2022). 《"Ancient Egyptian "Origins and "Identity" In Ancient Egyptian society : challenging assumptions, exploring approaches》. Abingdon, Oxon. 111–122쪽. ISBN 978-0367434632.
33. ↑  Ballais (2000), p. 133
34. ↑  Ballais (2000), p. 134
35. ↑  Brice (1981), p. 299
36. ↑  Rice 1999, 86쪽.
37. ↑  Wilkinson 1999, 57f쪽.
38. ↑  Shaw 2000, 196쪽.
39. 1 2  Grajetzki (2006), 109–111쪽

### 일반 및 인용 참고 문헌
- Ballais, Jean-Louis (2000). 〈Conquests and land degradation in the eastern Maghreb〉.   Graeme Barker; David Gilbertson. 《Sahara and Sahel》. The Archaeology of Drylands: Living at the Margin. 1, Part III. London: Routledge. 125–136쪽. ISBN 978-0-415-23001-8.
- Bard, Kathryn A.; Shubert, Steven Blake, 편집. (1999). 《Encyclopedia of the Archaeology of Ancient Egypt》. London: Routledge. ISBN 0-415-18589-0.
- Brice, William Charles (1981). 《An Historical Atlas of Islam》. Leiden: Brill. ISBN 90-04-06116-9. OCLC 9194288.
- Chauveau, Michel (2000). 《Egypt in the Age of Cleopatra: History and Society Under the Ptolemies》. Ithaca, NY: Cornell University Press. ISBN 0-8014-3597-8.
- David, Ann Rosalie (1975). 《The Egyptian Kingdoms》. London: Elsevier Phaidon. OCLC 2122106.
- Ermann, Johann Peter Adolf; Grapow, Hermann (1982). 《Wörterbuch der Ägyptischen Sprache》 [Dictionary of the Egyptian Language] (독일어). Berlin: Akademie. ISBN 3-05-002263-9.
- Grajetzki, Wolfram (2006). 《The Middle Kingdom of ancient Egypt: History, Archaeology and Society》. London: Duckworth Egyptology. ISBN 978-0-7156-3435-6.
- Rice, Michael (1999). 《Who's Who in Ancient Egypt》. London: Routledge. ISBN 978-0-415-15449-9.
- Roebuck, Carl (1966). 《The World of Ancient Times》. New York, NY: Charles Scribner's Sons Publishing.
- Shaw, Ian (2000). 《The Oxford History of Ancient Egypt》. Oxford, UK: Oxford University Press. ISBN 978-0-19-280458-7.
- Wilkinson, Toby A. H. (1999). 《Early Dynastic Egypt》. London: Routledge. ISBN 0-415-18633-1.

## 추가 문헌
- Edel, Elmar (1961) Zu den Inschriften auf den Jahreszeitenreliefs der "Weltkammer" aus dem Sonnenheiligtum des Niuserre Vandenhoeck & Ruprecht, Göttingen, OCLC 309958651, in German.